# Nils Mittmann
Nils Mittmann (* 10. April 1979 in Braunschweig) ist ein ehemaliger deutscher Basketballspieler. Er ist 2,01 m groß, wiegt 92 kg und spielte auf der Flügelposition.

## Laufbahn
Mittmann wurde im Alter von 15 Jahren bei einem Turnier in der Braunschweiger Christophorusschule Braunschweig von Liviu Călin entdeckt. Călin habe großen Wert auf die technische Ausbildung gelegt, ohne die Arbeit mit dem rumänischen Trainer hätte er es nicht ins Profigeschäft geschafft, so Mittmann später. Der Trainer bescheinigte seinem Schützlinge eine gute Athletik, Fleiß sowie eine positive Lebenseinstellung. 1998 gelang ihm bei der SG Braunschweig (später Met@box Braunschweig) der Sprung in die 1. Mannschaft. Mehr als Kurzeinsätze erhielt er in der Braunschweiger Bundesligamannschaft jedoch nicht. Im Jahre 2001 wechselte er zur SSV ratiopharm Ulm und zwei Jahre später nach Würzburg. Nach dem Abstieg Würzburgs wechselte er im Jahre 2005 zur EnBW Ludwigsburg.
Nach drei Jahren in Ludwigsburg kehrte Mittmann zur Saison 2008/2009 an seine alte Wirkungsstätte, zur mittlerweile New Yorker Phantoms genannten Braunschweiger Mannschaft, zurück. Dort unterschrieb der 29-jährige einen Vertrag bis 2010 mit einer Option auf eine weitere Saison. Im Jahr 2011 verlängerte er seinen Vertrag um zwei Jahre bis zum Ende der Saison 2012/13.
Nach fünf Jahren in Braunschweig wechselte Mittmann zu den Walter Tigers Tübingen. Da er im Sommer 2012 seinen Familiensitz nach Ulm und damit die Heimatstadt seiner Ehefrau verlegte, wechselte er zum Beginn der Saison 2014/2015 zu dem Kooperationspartner Weißenhorn Youngstars (später OrangeAcademy) des Bundesligisten Ratiopharm ulm in die 2. Bundesliga Pro B und wurde dort erfahrener Führungsspieler einer Mannschaft mit zahlreichen Talenten. Als Kapitän war er erheblich am Gewinn des ProB-Meistertitels 2017 beteiligt. Hauptberuflich arbeitete der studierte Sportmanager erst für eine Digitalagentur, ab 2019 beim Bundesligisten Ulm dann im Vertrieb. Im November 2020 kehrte er als Geschäftsführer und Sportlicher Leiter zum Braunschweiger Bundesligisten zurück.